# حبيل كابوب (طور الباحة)

تعديل مصدري - تعديل

حبيل كابوب هي إحدى قرى عزلة طور الباحة بمديرية طور الباحة التابعة لمحافظة لحج، بلغ تعداد سكانها 72 نسمة حسب تعداد اليمن لعام 2004.